# VEB Maßindustrie Werdau
Der VEB Massindustrie Werdau war ein Volkseigener Betrieb in der sächsischen Stadt Werdau und war der Nachfolger der „Maßindustrie GmbH“ im Zuge der Industriereform in der SBZ 1949. Als einer der bedeutendsten Werdauer Betriebe gehörte er zum  Kombinat Haushaltgeräte („FORON“).
Weitere Betriebsteile gab es zur Zeit der DDR in Reichenbach und in Cheb, damals ČSSR.

## Unternehmensgeschichte

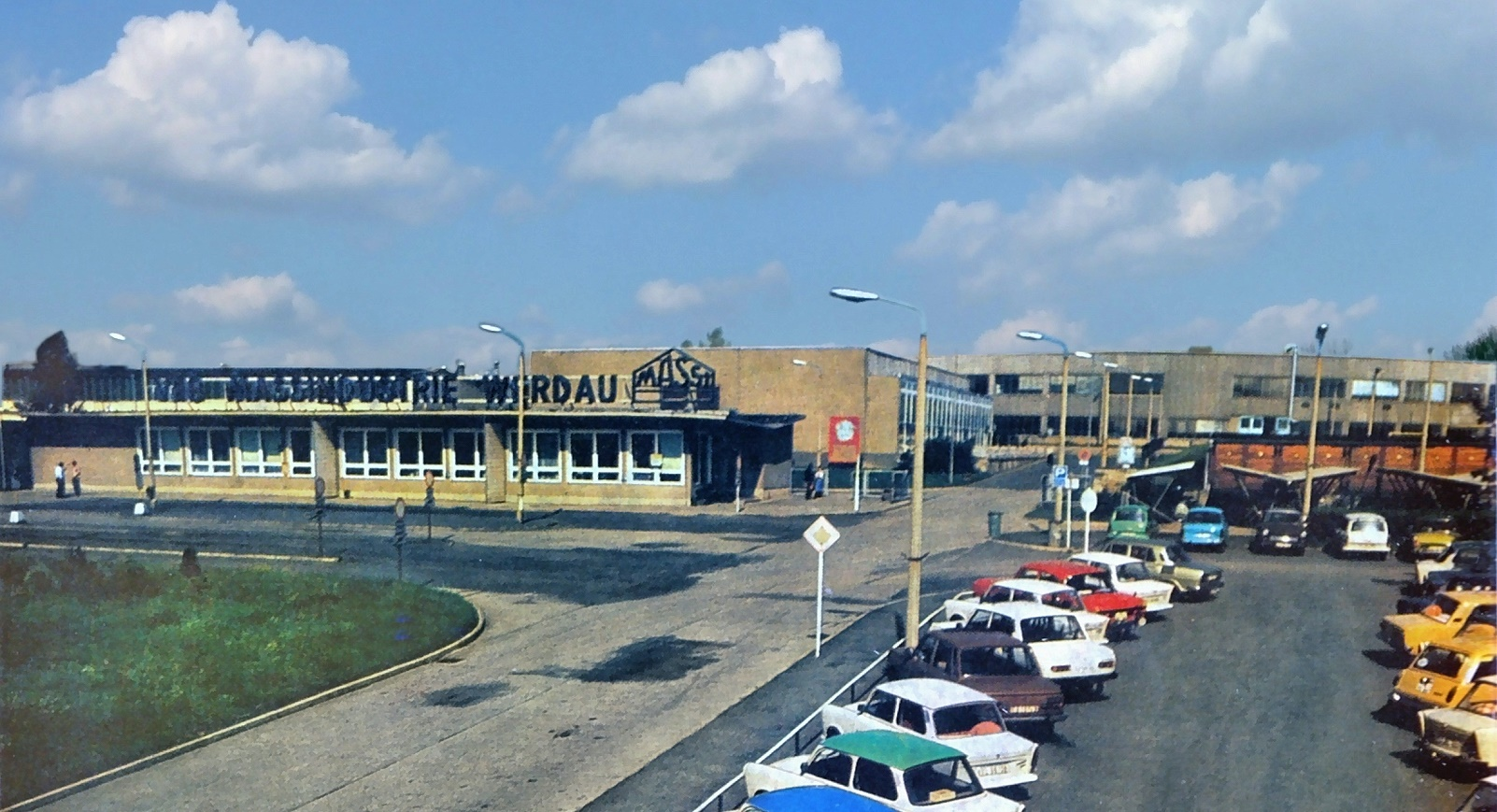
Ehemaliger VEB Massindustrie Werdau

### Ursprung
1893 gründet sich in Werdau die „Metallwaren und Maßfabrik F. Oschatz“ Werdau. Diese schloss sich am 1. Januar 1910 mit Phillip & Kirsten, Reichenbach i. V. und Kob & Börner, Leipzig unter dem neuen Namen „Massindustrie GmbH“ zusammen. Alle drei Gründerfirmen fertigten Messzeuge für das Bauhandwerk und die Metallbearbeitung in der Industrie.
Das Fertigungsprogramm wurde streng spezialisiert und folgende Arbeitsteilung vorgenommen:
- Werk Reichenbach (Sitz der Firmenleitung) fertigte Messzeuge für gröbere Messungen mit einer Genauigkeit von 0,1 mm
- Werk Werdau stellte Feinmesszeuge mit Genauigkeiten bis 0,001 mm her
- Werk Eger (Filialbetrieb – heute Cheb) stellte Rollbandmaße her.

### Nach 1945

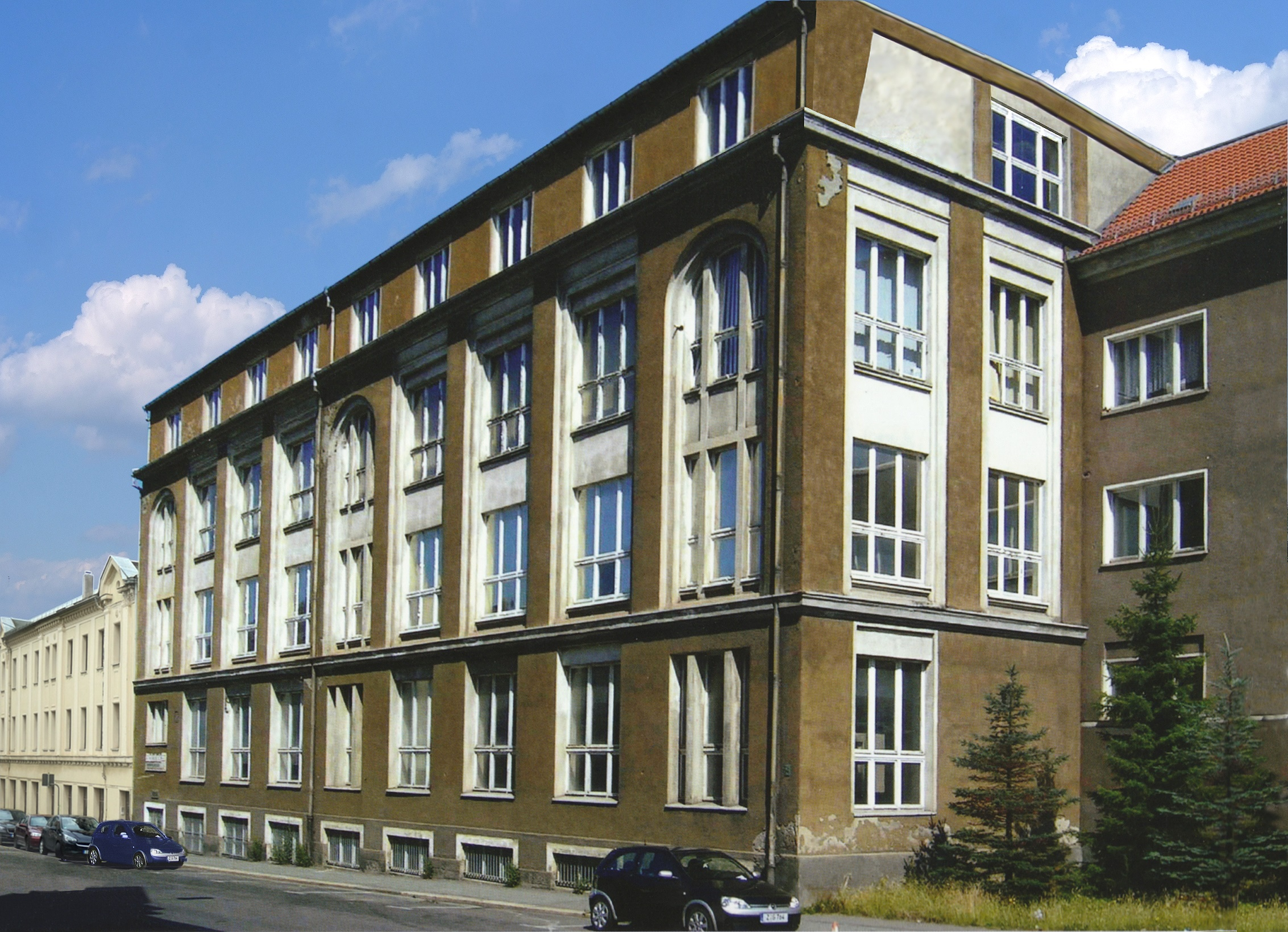
Erstes Werksgebäude der Massindustrie Werdau

Nach dem Krieg wurden die Maschinen und Anlagen des Reichenbacher Werkes als Reparationsleistung an die Sowjetunion demontiert. Das Werdauer Werk wurde im Mai 1947 in Volkseigentum überführt, erhielt den neuen Firmensitz und nahm das Reichenbacher Werk auf.
Etwa 600 Mitarbeiter produzierten in den 1950er/1960er Jahren vorwiegend klassische Längenmesstechnik. Später wandelte sich das Produktprofil hin zu pneumatischen Feinmessgeräten und elektronischen Steuerungen. Die Mitarbeiterzahl wuchs bis Ende der 1980er Jahre stetig auf etwa 1200.

### Neubau der Produktionsgebäude

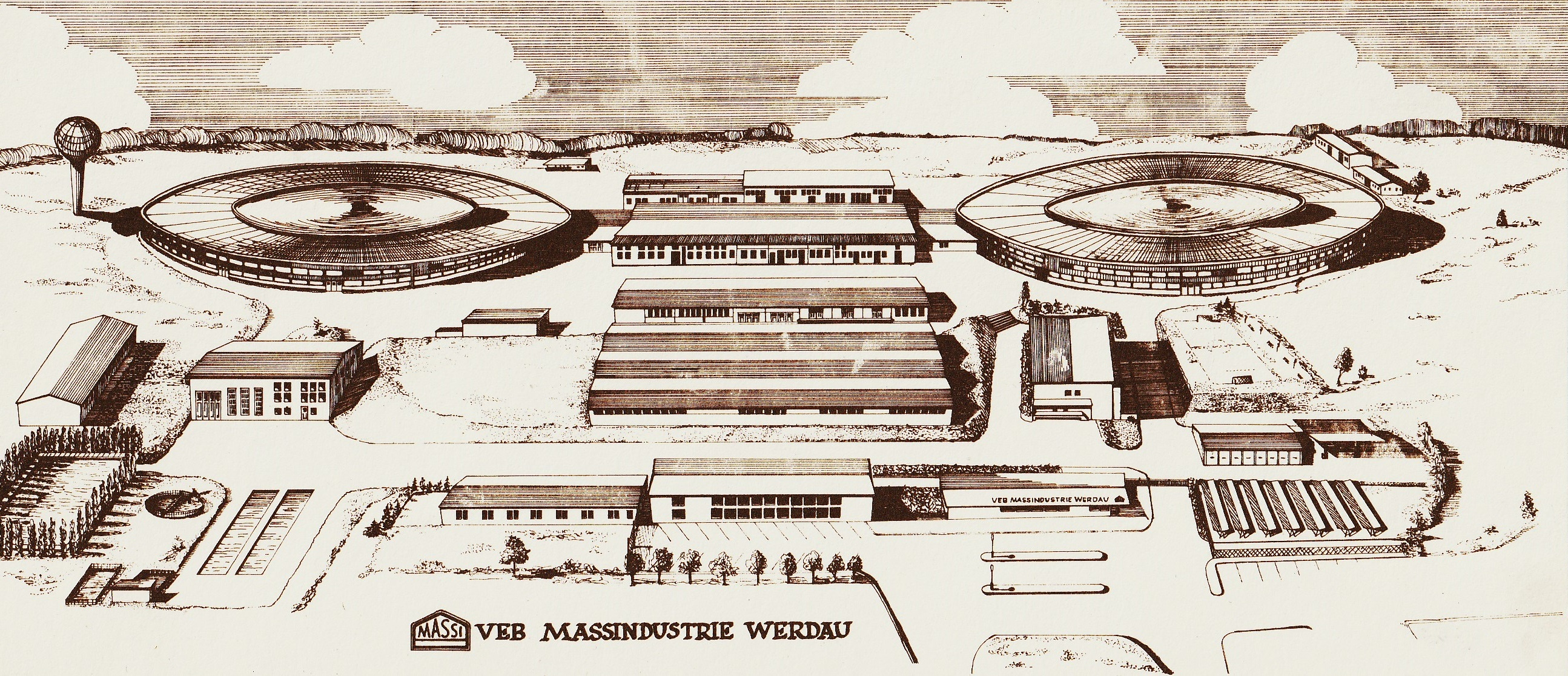
Zeichnerische Darstellung des neuen Werkes

Platznot und mangelhafte Statik an den alten Produktionsgebäuden machten einen Neubau im Nachbarort Fraureuth notwendig. Am Standort Fraureuth untergebracht waren eine eigene Härterei, großtechnische Anlagen für galvanische Oberflächenbehandlung, eine eigene Entwicklungsabteilung, Lehrwerkstatt und Berufsschule, ein Betriebsarzt und eine große Kantine mit Raum für kulturelle Veranstaltungen.
Von 1967 bis 1972 entstand unter finanzieller Beteiligung der Bauakademie ein in der ehemaligen DDR einmaliger Muster- und Experimentalbau. Das Design stammte vermutlich von einem schwedischen Architekten. Innovativ war die Gestaltung von Produktionsprozessen in zwei runden Hallenbauten von etwa 90 m Durchmesser.

### Produkte

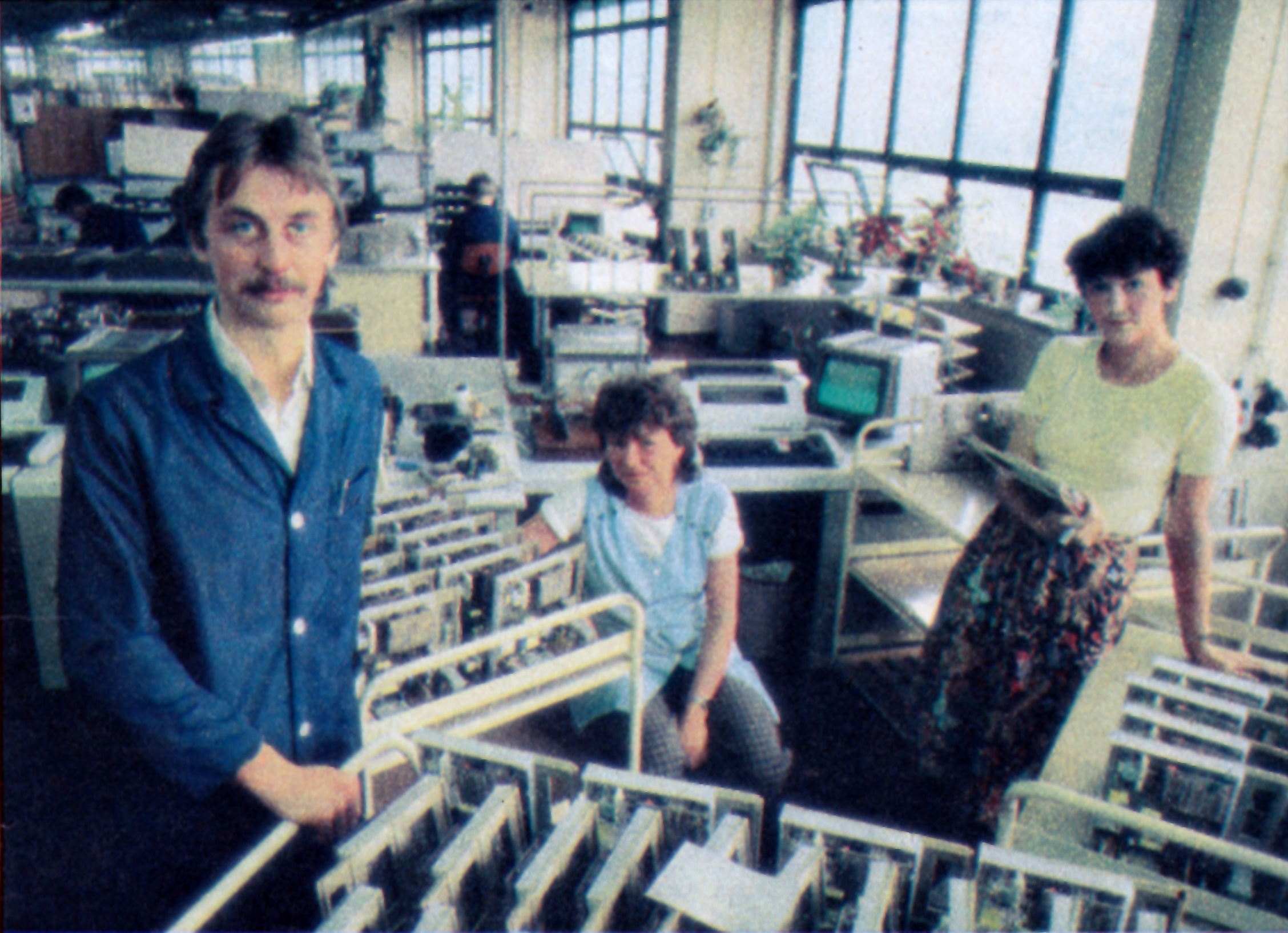
Platinenfertigung für Waschmaschinen des Waschgerätewerk Schwarzenberg

Werk Reichenbach: Stahl- und Leinenbandmasse,
Werk Werdau/Fraureuth: Messschieber, Messschrauben, Winkel, Rundlaufprüfgeräte, Parallelendmasse und Sonderlehren
- 1952 pneumatische Feinmessgeräte
- 1969 elektromechanische Impulszähler
- 1973 Energiekontrollsysteme
- 1984 Fahrzeugtachometer, Personenfederwaagen
- 1985 Programmsteuereinheiten für Waschvollautomaten des Waschgerätewerkes Schwarzenberg

### Niedergang nach der Wiedervereinigung
- 1990: Privatisierung durch die Treuhandanstalt als „Massindustrie GmbH“
- 1992: Ausgründung der Zählerfertigung als „Curtis Massi Elektronik GmbH“
- 1992: Ausgründung der „Massi Meß- und Steuerungstechnik GmbH“
- 1993: juristische Löschung der „Massindustrie GmbH“
- 1993: Ausgründung des Werkzeugbaus und der Kunststoffbearbeitung als „Sächsische Kunststoff- und Metallwerke GmbH, Werk Massi Meß- und Steuerungstechnik“
- 1994: Insolvenz der „Massi Meß- und Steuerungstechnik GmbH“
- 1996: Gründung der „AS-Medical Medizintechnische Systeme GmbH“
- 1997: Gründung der „KRES Köstel & Rasch Elektronik & Service GmbH“
- 1999: juristische Löschung der „Massi Meß- und Steuerungstechnik GmbH“

Die beiden Rundbauten sind 2017 in die Liste Kulturdenkmale im Freistaat Sachsen als „einmaliges Zeugnis einer ungewöhnlichen Entwicklung im DDR-Industriebau“ aufgenommen worden. Das Betriebsgelände in Fraureuth wird heute von verschiedenen Firmen genutzt. Eine der beiden Rundbauten beherbergt jetzt eine Kartbahn, der andere dient als Lager. Die Dächer der Rundbauten dienen nun als Solarkraftwerk.